# コービン・ブルー
コービン・ブルー（Corbin Bleu、1989年2月21日 - ） は、アメリカ合衆国の俳優。

## 背景
ニューヨーク出身。現在は両親と3人の妹と、ロサンゼルスに在住。父親は俳優のデヴィッド・リヴァース。
父はジャマイカ人で母はイタリア系アメリカ人。2歳からテレビコマーシャルに出演、3歳からは雑誌広告にも登場。高校1年のころ、Fox映画 『Catch that Kid』 の主役を射止める。そしてその1年後、ディスカバリー・キッズ・テレビジョンの『Flight 29 Down』シリーズにレギュラー出演。そして2005年には、出世作であるディズニーのテレビ映画『ハイスクール・ミュージカル』のチャド・ダンフォース役に抜擢される。テレビドラマ『ワン・ライフ・トゥ・リヴ』のシークレットサービス・エージェント、ジェフリー・キング（Jeffrey King）として出演していた。

## 人物
- ダンスが得意で、熱心にレッスンを重ねている。
- 動物が大好きで、今までにライオンやサル、カンガルー、チンパンジーなどと共演をしている。
- フリータイムは、ボクシングをしたり、音楽を聴いたり、友達と過ごしたりしている。

## 主な出演作品

### 映画
- Beach Movie (1998)
- ソルジャー Soldier (1998)
- Family Tree (1999)

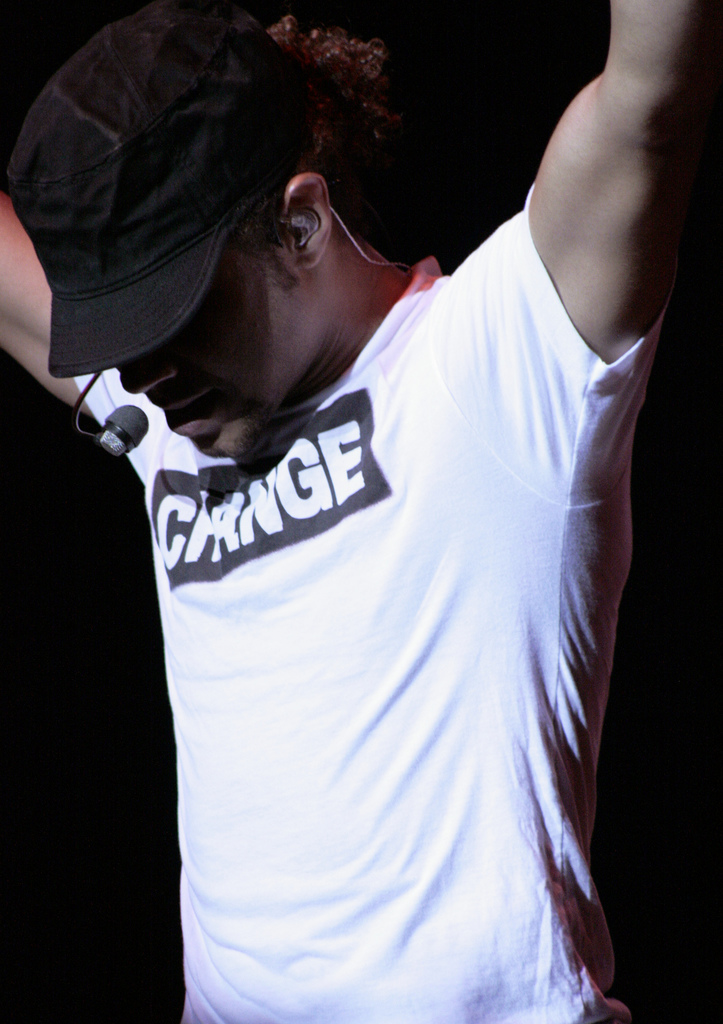
コービン・ブルー,2008

- ギャラクシー・クエスト Galaxy Quest (1999)
- ミステリー・メン Mystery Men (1999)
- ミッションX Catch That Kid (2004)
- ハイスクール・ミュージカル High School Musical (2006)
- ジャンプ・イン! Jump In！ (2007)
- Mother Goose Parade (2007)
- The Secret of the Magic Gourd (2007)
- ハイスクール・ミュージカル 2 High School Musical 2 (2007)
- ハイスクール・ミュージカル/ザ・ムービー High School Musical 3: Senior Year (2008)
- Free Style (2008)
- Beyond All Boundaries (2009)
- I Owe My Life to Corbin Bleu (2010)
- Flight 29 Down: The Hotel Tango (2010)
- The Little Engine That Could (2011)
- Sugar (2011)
- Scary or Die (2011)
- Renee (2012)
- The Monkey's Paw (2013)
- Nurse 3-D (2014)
- Megachurch Murder (2015)

## テレビドラマ
- High Incident (1996)
- ER緊急救命室 ER (1996)

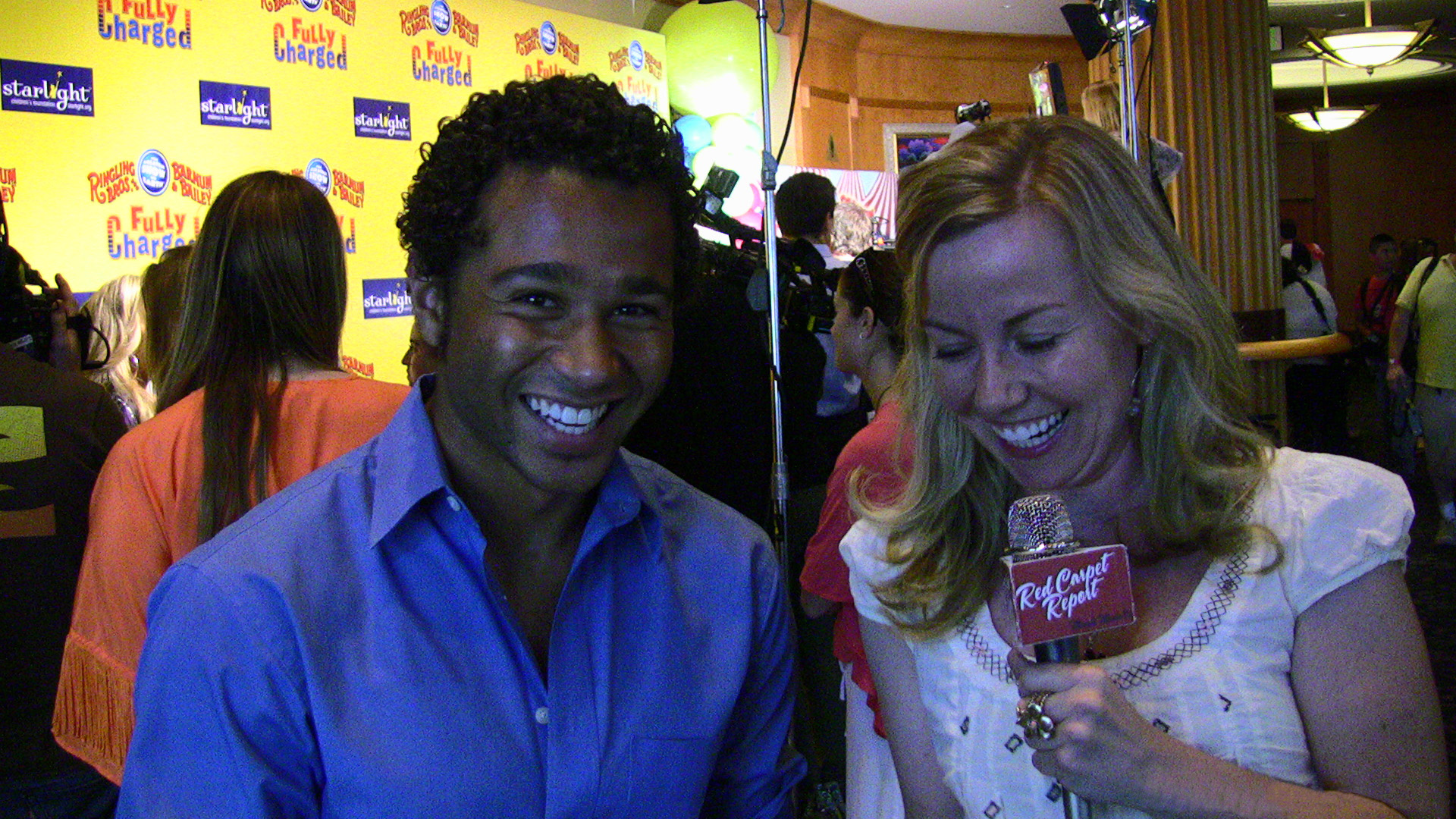
コービンブルーとのインタビュー

- Malcolm & Eddie (1998)
- Cover Me: Based on the True Life of an FBI Family (2000)
- The Amanda Show (2001–2002)
- 突然!サバイバル Flight 29 Down (2005 - 2007)
- Ned's Declassified School Survival Guide (2006–2007)
- シークレット・アイドル ハンナ・モンタナ Hannah Montana (2006 - 2008)
- フィニアスとファーブ Phineas and Ferb (2009)
- The Beautiful Life (2009)
- グッド・ワイフ The Good Wife (2010)
- ブルーブラッド 〜NYPD家族の絆〜 Blue Bloods (2012)
- ワン・ライフ・トゥ・リヴ One Life To Live (2013)[7]
- Franklin & Bash (2013)[8]
- サイク/名探偵はサイキック? Psych (2014)

## ディスコグラフィー
- High School Musical Soundtrack (2006)
- Another Side (2007)
- High School Musical 2 Soundtrack (2007)
- High School Musical 3: Senior Year Soundtrack (2008)
- Speed of Light (2009)